# Gravity Corporation
La GRAVITY Co., Ltd (그라비티 주식회사?; conosciuta come Gravity Corporation), è un'azienda di videogiochi sudcoreana fondata nel 2000, conosciuta in occidente principalmente per il videogioco MMORPG Ragnarok Online.

## Giochi

### Sviluppati per PC
- Arcturus - The Curse and Loss of Divinity (2000)
- Ragnarok Online (2002)
- Emil Chronicle Online (2005)
- ROSE online (2005)
- Requiem: BloodyMare (2007)
- Ragnarok Online 2: Legend of the Second (2012)
- Time N Tales
- Pucca Racing
- Dragon Saga[1]
- Finding Neverland Online
- L'era Glaciale Online (in sviluppo)[2]

### Giochi Mobile
- Ragnarok Mobile Games
- Requiem mobile
- Ragnarok Online DS

## Società controllate
La Gravity possiede un certo numero di società, dislocate in paesi di tutto il mondo, per lo sviluppo e la pubblicazione dei suoi videogiochi:
- Gravity Interactive, Inc. che pubblica giochi in Nord America. È stata fondata nel marzo del 2003, ed ha sede in California.[3]
- Gravity CIS, Inc. pubblica i giochi in Russia e paesi della CSI. È stata fondata nel 2005 e ha sede a Mosca, in Russia.[4]
- Gravity Europe SAS pubblica giochi in Europa. È stata fondata nel settembre del 2006, e ha sede a Parigi, in Francia.[5]
- Neo Cyon, Inc., fondata nel 2000, sviluppa e pubblica giochi per cellulari e MMORPG. È stata acquisita da Gravity nel 2005.
- Triggersoft, che ha creato ROSE online, è stata acquisita da Gravity nel 2005. È stata successivamente liquidata nel 2007.